# Педро Алвариш Кабрал
Педру Алвариш Кабрал (на португалски: Pedro Álvares Cabral, понякога на португалски: Pedralves Cabral) е португалски мореплавател, изследовател и откривател на Бразилия.

## Ранни години (1467 – 1500)
Роден е през 1467 година в Белмонте, провинция Бейра-Байкса, Португалия, в знатно семейство. Той е третият син на Фернау Кабрал, губернатор на Берия и Белмонти, и Изабел де Гуея де Куирос, потомка на първия крал на Португалия – Афонсо I. Получава добро образование и в младостта си заема редица видни административни длъжности.

## Експедиционна дейност (1500 – 1501)

### Откриването на Бразилия (1500)
След успеха на Вашку да Гама Кабрал е изпратен в Индия от крал Мануел I в качеството си на адмирал на втория португалски флот, състоящ се от 13 кораба и около 1500 души екипаж. За капитан на един от корабите е назначен Бартоломео Диаш. В експедицията участват и Дуарте Пашеку Пирейра, неведнъж плавал към Западна Африка, и Гаспар Лемуш.
Флотилията отплава от Лисабон на 9 март 1500 и на 22 март 1500 достига до островите Кабо Верде, където един от корабите изчезва. По неизяснени причини вместо да плава по добре известния на португалците път към нос Добра надежда покрай бреговете на Африка, ескадрата на Кабрал поема право на юг, но поради океанските течения е отнесена на запад и след месец, на 22 април се озовава на брега на Южна Америка, на територията на днешна Бразилия. На 24 април слиза на брега, нарича земята Terra da Vera Cruz и на 1 май 1500 г. тържествено я обявява за принадлежаща на Португалия, като издига на брега дървен кръст.
Съзнавайки значението на направеното от него откритие, Кабрал изпраща в Лисабон един от капитаните си Гаспар Лемуш, с послание до краля. След няколко месеца, през 1501 г., кралят изпраща за Вера Крус три каравели под командването на адмирал Гонсалу Куельо. На 2 май 1500 г., с останалите 11 кораба Кабрал възобновява плаването си към Индия.

### Кабрал в Индия (1500 – 1501)
По пътя към Ост-Индия, на Кабрал му се налага да премине през много бури, по време на които през май 1500 четири от корабите му потъват с целия си екипаж, в т.ч. и корабът, командван от Бартоломео Диаш. С останалите шест кораба от флотилията (седмият кораб под командата на Диого Диаш, по време на майската буря се отклонява от ескадрата и открива остров Мадагаскар) Кабрал достига до източния бряг на Африка, спира на брега на Мозамбик, за който първи дава подробна информация и след това се отправя към Каликут. В средата на септември 1500 флотилията достига до крайбрежието на Индия. Под натиска на арабските търговци и духовенство, местните жители отказват да търгуват с португалците, нападат тези, които са слезли на брега, и убиват около 50 души. Кабрал отговаря на убийствата като бомбардира беззащитния град и опожарява няколко арабски кораба, но силите му са доста малки, за да подчини Каликут. Тогава той се обръща към управителите на съседните пристанищни градове Кочин и Канапур, като им предлага изгодна търговия. Съседите се отнасят враждебно към Каликут и продават на чужденците голямо количество подправки, ароматни вещества, леки местни тъкани, лекарствени растения и др. В средата на януари 1501 Кабрал отплава обратно за Португалия. Около бреговете на Мозамбик един от корабите засяда на риф и е запален и изгорен. Край югоизточните брегове на Африка друг от корабите се отделя от флотилията и самостоятелно се прибира в Португалия. В края на юни 1501 четирите кораба отново се събират, а край бреговете на Кабо Верде към тях се присъединява и корабът на Диого Диаш и на 31 юли 1501 всички се прибират с богати товари в лисабонското пристанище.
Независимо от многото жертви и загубата на шест кораба в метрополията считат, че експедицията е успешна и за тази цел е организирана нова (трета) експедиция към Индия, възглавявана отново от Васко да Гама.
В последващи морски експедиции името на Кабрал вече не се споменава.

## Следващи години (1501 – 1520)
Кабрал се оттегля в имението си в провинция Бейра-Байкса. Умира около 1520 година. Гробницата му в Сантарем е идентифицирана през 1848 г. от бразилския историк Франсис Адолфо Варнхаген.
Неговите пътешествия са описани от Рамузио в „Navigazioni e viaggi“ (Венец, 1563).